# Psychotria solanoides
Psychotria solanoides är en måreväxtart som beskrevs av William Bertram Turrill. Psychotria solanoides ingår i släktet Psychotria och familjen måreväxter. Inga underarter finns listade i Catalogue of Life.